# Чикічейське сільське поселення
Чикіче́йське сільське поселення (рос. Чикичейское сельское поселение) — сільське поселення у складі Стрітенського району Забайкальського краю Росії.
Адміністративний центр — село Чикічей.

## Населення
Населення сільського поселення становить 386 осіб (2019; 504 у 2010, 745 у 2002).

## Склад
До складу сільського поселення входять:
| Населений пункт | Населення, осіб (2002) | Населення, осіб (2010) |
| --------------- | ---------------------- | ---------------------- |
| Адом, село      | 113                    | 78                     |
| Кулан, село     | 139                    | 108                    |
| Мигжа, село     | 11                     | 11                     |
| Чикічей, село   | 482                    | 307                    |